# Lista de prefeitos de Iracema (Roraima)
Esta é a lista de prefeitos e vice-prefeitos do município de Iracema, estado brasileiro de Roraima.
| N° | Prefeito                  | Imagem                        | Partido                                          | Início do Mandato      | Fim do mandato                           | Observações                            |
| -- | ------------------------- | ----------------------------- | ------------------------------------------------ | ---------------------- | ---------------------------------------- | -------------------------------------- |
| 1  | Joaquim de Freitas Ruiz   |                               | Partido Progressista Brasileiro PPB              | 1° de janeiro de 1997  | 31 de dezembro de 2000                   | Prefeito eleito em sufrágio universal. |
| 1  | Joaquim de Freitas Ruiz   | Partido da Frente Liberal PFL | 1° de janeiro de 2001                            | 31 de dezembro de 2004 | Prefeito reeleito em sufrágio universal. |                                        |
| 2  | Amadeu Batista Filho      |                               | Partido Socialista Brasileiro PSB                | 1° de janeiro de 2005  | 31 de dezembro de 2008                   | Prefeito eleito em sufrágio universal. |
| 3  | Raryson Pedrosa Nakayama  |                               | Partido Trabalhista Brasileiro PTB               | 1° de janeiro de 2009  | 31 de dezembro de 2012                   | Prefeito eleito em sufrágio universal. |
| 3  | Raryson Pedrosa Nakayama  | Partido da República PR       | 1° de janeiro de 2013                            | 31 de dezembro de 2016 | Prefeito eleito em sufrágio universal.   |                                        |
| 4  | Francisco Araújo          |                               | Partido Ecológico Nacional PEN                   | 1° de janeiro de 2017  | 31 de dezembro de 2020                   | Prefeito eleito em sufrágio universal. |
| 5  | Jairo André Ribeiro Sousa |                               | Partido do Movimento Democrático Brasileiro PMDB | 1° de janeiro de 2021  | 31 de dezembro de 2024                   | Prefeito eleito em sufrágio universal. |
| 7  | Marlene Saraiva Araújo    |                               | Republicanos REP                                 | 1° de janeiro de 2025  | Atualidade                               | Prefeito eleito em sufrágio universal. |